# پیتر بران (سیاستمدار)
پیتر بران (بلغاری: Петър Берон، ۱۴ مارس ۱۹۴۰)، یک سیاست‌مدار اهل بلغارستان است.